# Insomnia (roman)
Insomnia is een horrorroman uit 1994 geschreven door Stephen King.
De roman werd in 1994 genomineerd voor een Bram Stoker Award voor beste boek.

## Het verhaal
Het boek draait om de 70-jarige Ralph Robberts, die in het plaatsje Derry, Maine woont. Al vroeg in het verhaal verliest hij zijn vrouw aan een hersentumor. Hierna begint Ralphs leven er totaal anders uit te zien. Hij begint namelijk te lijden aan insomnia, beter bekend als slapeloosheid. Een aantal vrienden van hem raadt hem allerlei tips aan zoals het eten van honingraat, naar Mozart luisteren voor het slapengaan,... maar niets helpt en Ralph wordt steeds maar vroeger wakker. Naarmate zijn insomnia langer duurt, beginnen er vreemde bijwerkingen op te treden. Zo is Ralph opeens in staat om de aura’s van mensen te zien; een vermeend kleurenpalet dat zich rond elk levend wezen zou bevinden en uitdrukt hoe die zich voelt.
Ondertussen begint in Derry een steeds grimmigere situatie te ontstaan wanneer een groep anti-abortusdemonstraten, de Friends for Life genaamd, proberen om WomanCare, een kliniek die vrouwen helpt die slachtoffer zijn van mishandeling, en o.a. abortussen uitvoert, te verbieden. WomanCare nodigt Susan Day, een prominente pro-abortus activiste, uit om namens hen te komen spreken, wat de gemoederen verder op scherp zet. Een van de aanvoerders van de Friends for Life is Ralphs voormalige vriend Ed Deepneau, die echter langzaam aan het doordraaien is. Zo is hij van mening dat duivelse wezens, Centurions genaamd, in opdracht van een zekere Scharlaken Koning zwangere vrouwen ontvoeren en tegen hun wil hun ongeboren kind ontnemen. De zomer vóór zijn vrouw stierf, zag Ralph al hoe Ed bijna op de vuist ging met de chauffeur van een truck waar volgens Ed foetussen in vervoerd zouden worden naar een crematorium, en nadat Eds vrouw, Helen, een petitie van WomanCare tekent gaat Ed door het lint en slaat haar in elkaar. Als Ralph zich met de situatie bemoeit, begint Ed hem ervan te verdenken een van de centurions te zijn. Hij laat een aanslag op Ralph plegen maar die mislukt. 
Op een avond ziet Ralph twee kleine mannen verschijnen voor de deur van zijn buurvrouw die al een tijdje ziek is. Tot zijn grote angst ziet hij dat de ene een schaar in zijn hand heeft. Ze kwamen uit het huis van zijn buurvrouw en Ralph belt vlug, anoniem, de politie. Wanneer de politie arriveert, stellen ze vast dat de oude vrouw overleden is, maar ze draagt geen sporen van verwondingen. Het is Ralphs eerste ontmoeting met de zogenaamde Kleine Dokters. Rond dezelfde tijd ontdekt hij dat zijn nieuwe vriendin Lois Chasse ook aan insomnia lijdt en nu aura’s ziet, en dat ze beiden in staat zijn iemand anders’ aura te absorberen om zo zelf jonger en sterker te worden. Ook kunnen ze door hun nieuwe gave andere bestaansniveaus betreden.
Dankzij Ralph ziet Lois de Kleine Dokters ook, waarvan er in Derry drie blijken rond te lopen. De eerste, die van Ralph en Lois de naam Atropos krijgt, blijkt vijandig, maar de andere twee, Clotho en Lachesis (de 2 dokters die Ralph gezien had bij zijn buurvrouw) zijn hen juist gunstig gezind. Alle dokters hebben als taak de levenslijn van mensen door te knippen wanneer hun tijd gekomen is, maar Atropos werkt voor de Scharlaken Koning terwijl Clotho en Lachesis een andere macht, die de Koning tegenwerkt, dienen. Clotho en Lachesis hebben Ralph en Lois hun slapeloosheid en daarmee hun gave om aura’s te zien gegeven omdat de Scharlaken Koning via Atropos en Ed Deepneau een aanslag beraamt tijdens de speech van Susan Day. Susan Day zelf is echter niet het ware doel; de koning wil een jongen genaamd Patrick Danville, die ook bij de speech aanwezig zal zijn, uit de weg geruimd zien. De reden dat de Koning Ed hiervoor gebruikt is omdat Ed een zogenaamde “neutraal” persoon is die niet is gebonden aan een van de twee machten in de wereld, en daarom de enige is die Patrick kan doden. Ed zelf is nog altijd van mening dat hij tegen de Centurions vecht en zo de wereld een gunst zal bewijzen met zijn daad. Lois en Ralph moeten  de aanslag voorkomen omdat Patrick Danville volgens een voorspelling de Koning ten val zal brengen.
Voordat ze Ed stoppen, gebruiken Ralph en Lois hun nieuwe gave eerst om in te grijpen wanneer drie van Eds medestanders een andere aanslag plegen op High Ridge, een onderduikadres voor mishandelde vrouwen waar ook Helen nu verblijft met haar dochter Natalie. Door tussenkomst van Ralph en Lois worden bijna alle aanwezige vrouwen gered en de daders uitgeschakeld. Ook confronteren ze Atropos en dwingen hem om hen met rust te laten. Atropos zint echter op wraak en neemt zich voor om Nathalie te laten omkomen. Ralph maakt hierop een deal met Clotho en Lachesis om Natalie’s plaats in te nemen zodra het zover is.
Dan volgt de confrontatie met Ed, die van plan is om met een met explosieven volgeladen vliegtuigje een kamikaze-aanval te plegen op het Derry Civic Center. Ralph kan dit voorkomen door het vliegtuig te laten neerstorten op de parkeerplaats buiten het gebouw, ondanks dat de Scharlaken Koning hem probeert tegen te houden. Patrick overleeft de aanslag.
In de nasleep van hun avontuur trouwen Ralph en Lois. In de jaren erop verliezen ze hun gave en vergeten ze het avontuur, tot het tijd is voor Ralph om zijn belofte na te komen. Hij offert zichzelf op om Natalie te behoeden voor een fataal auto-ongeluk, en zet zo Atropos nog eenmaal een hak.

## Connecties met andere werken van King
Insomnia speelt in Derry, een dorpje dat in meerdere verhalen van King als locatie dient, waaronder Het, Dreamcatcher en 22-11-1963. Er wordt een paar maal gerefereerd aan gebeurtenissen uit Het, vooral de storm uit de climax van dat boek.
Insomnia heeft tevens nauwe banden met King’s De Donkere Toren-serie. Dit boek introduceert de Scharlaken Koning, de primaire antagonist uit De Donkere Toren. Patrick Danville speelt een belangrijke rol in het zevende boek uit deze serie, waarin hij zijn lotsbestemming vervult en de Scharlaken Koning verslaat. Tevens wordt in Insomnia een paar keer kort gerefereerd aan de Donkere Toren en het personage Roland Deschain.